# Орбайцета
Орбайцета, Орбайсета (баск. Orbaitzeta (офіційна назва), ісп. Orbaiceta) — муніципалітет в Іспанії, у складі автономної спільноти Наварра. Населення — 219 осіб (2009).
Муніципалітет розташований на відстані близько 350 км на північний схід від Мадрида, 37 км на північний схід від Памплони.
На території муніципалітету розташовані такі населені пункти: (дані про населення за 2009 рік)
- Орбайцетако-Ола/Фабрика-де-Орбайцета: 19 осіб
- Ларраун: 12 осіб
- Орбайцета: 188 осіб
- Ірабіако-Уарка/Пантано-де-Ірабія: 0 осіб

## Демографія
Динаміка населення (INE ):